# 阿波斯托拉凱鄉
45°08′N 26°16′E / 45.133°N 26.267°E
阿波斯托拉凱鄉（羅馬尼亞語：Comuna Apostolache, Prahova），是羅馬尼亞的鄉份，位於該國中南部，由普拉霍瓦縣負責管轄，面積20平方公里，海拔高度262米，2007年人口2,312，人口密度每平方公里114人。